# Goniophysetis
Goniophysetis là một chi bướm đêm thuộc họ Crambidae.

## Species
- Goniophysetis actalellus (Viette, 1960)
- Goniophysetis lactealis Hampson, 1916
- Goniophysetis malgassellus (Viette, 1960)